# Monts des Géants

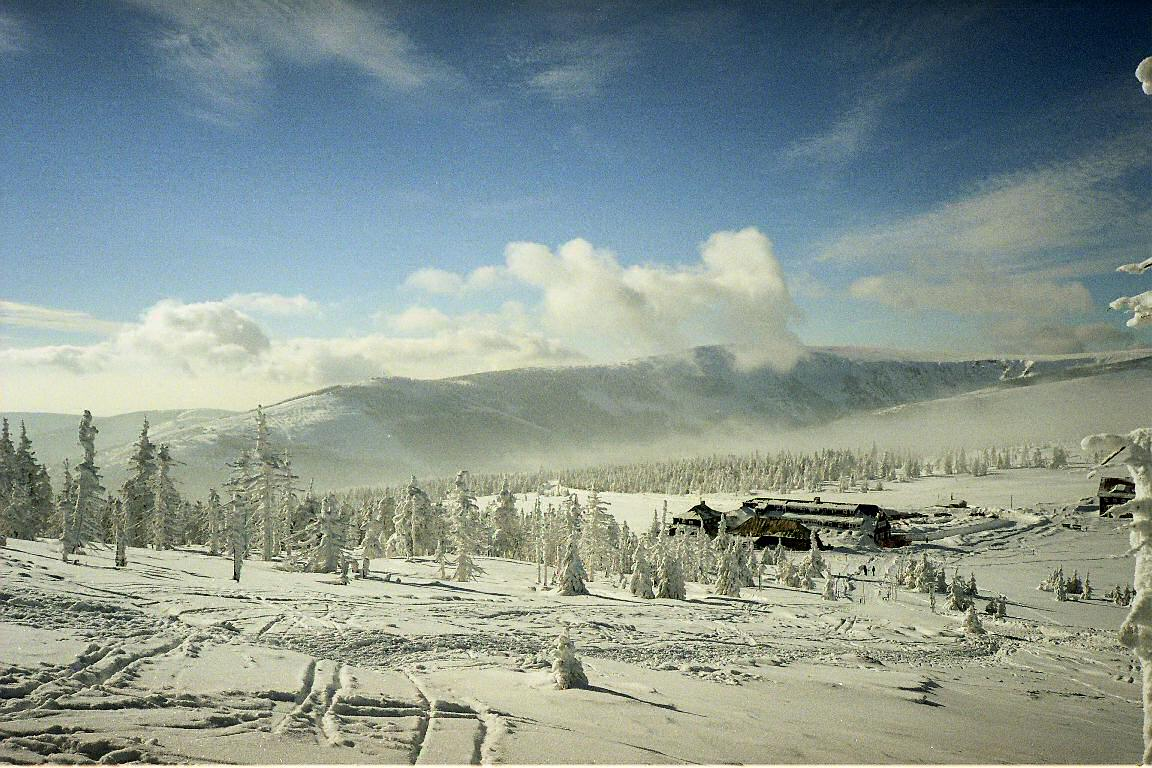
Paysage des monts des Géants.

Les monts des Géants (en allemand : Riesengebirge), appelés massif de Karkonosze en polonais et Krkonoše en tchèque, sont le plus haut massif des Sudètes, chaîne de montagnes constituant la frontière polono-tchèque. La Sniejka, la plus haute montagne de la Tchéquie avec ses 1 603 m d'altitude, située à la frontière polonaise, est le point culminant du massif.

## Toponymie
La désignation « monts des Géants » a été largement diffusée au cours du développement touristique au XIXe siècle ; néanmoins, le nom allemand Riesenberg est utilisé pour la Sniejka depuis le début des temps modernes. L'origine n'est pas claire, il se réfère peut-être aux flumes (en allemand : Riesen), utilisés autrefois pour transporter, par flottaison, les bûches de bois du lieu d'abattage à la scierie, à travers les abîmes et les pentes escarpées des montagnes. 
Jusqu'au XXe siècle, le nom courant polonais était également Góry Olbrzymie (« montagnes géantes ») ; la désignation actuelle Karkonosze, rendue populaire par le poète Kornel Ujejski (1823-1897), est dérivée de la langue tchèque. On estime que l'appellation Korkontoi (Κορκόντοι), attestée dans les comptes du géographe grec Ptolémée, est probablement d'origine celte ou proto-slave.

## Géographie

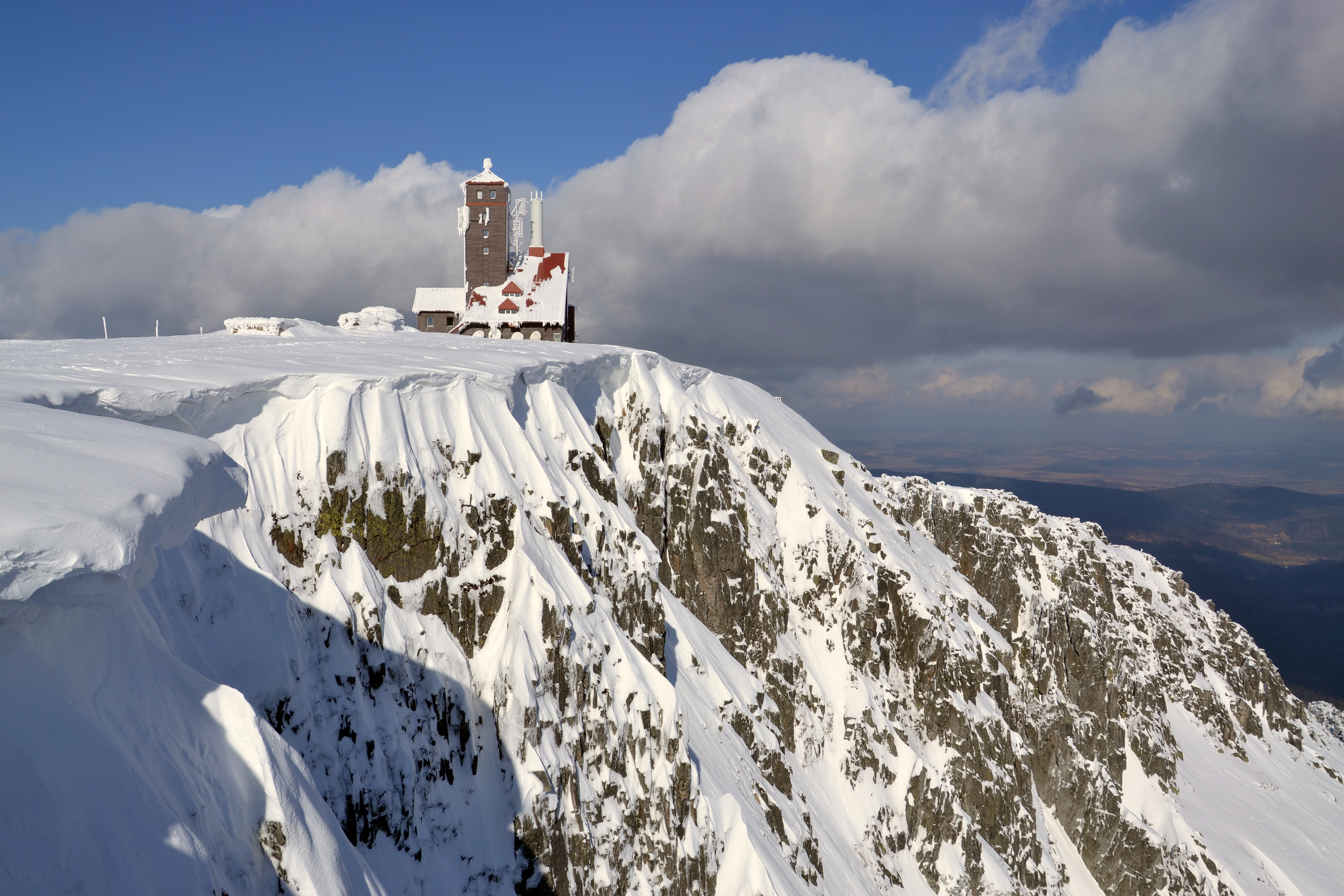
Śnieżne Kotły, dans les monts des Géants.

### Situation
Le massif s’élève au-dessus des villes de Jelenia Góra en Pologne, au nord, et de Vrchlabí en Tchéquie, au sud. Le caractère subalpin des montagnes est typique des formations glaciaires : lacs de montagnes et versants raides.
L'Elbe prend sa source sur le versant sud de la crête principale, au nord-ouest de Špindlerův Mlýn. La rivière Bóbr, affluent de l'Oder, prend sa source dans ce massif montagneux.

### Géologie
Les monts des Géants sont un horst de granite étroit et long de 60 km.

## Protection environnementale
Le parc national des Karkonosze en Pologne et le parc national de Krkonoše en Tchéquie forment ensemble la réserve de biosphère transfrontière des monts des Géants, reconnue par l'Unesco en 1992.